# Роші Воррен
Роші Воррен (англ. Rau'shee Warren; нар. 13 лютого 1987, Цінцінаті, Огайо) — американський професійний боксер, чемпіон світу за версіями WBA Super (2016 - 2017) та IBO (2016 - 2017) в легшій вазі, чемпіон світу серед любителів (2007), учасник трьох Олімпійських ігор.

## Аматорська кар'єра
У віці 17 років Воррен пройшов відбір на Олімпійські ігри 2004 і став наймолодшим боксером на цих іграх і наймолодшим спортсменом-чоловіком в команді США.
На Олімпіаді 2004 в категорії до 48 кг Роші Воррен програв в першому бою боксеру з Китаю Цзоу Шимін.
2005 року Воррен піднявся в категорію до 51 кг і на чемпіонаті світу переміг Георгія Чигаєва (Україна), Давіда Олтвані (Угорщина), у чвертьфіналі  Георгія Балакшина (Росія) — 31-21, а в півфіналі програв Лі Ок Сон (Південна Корея) — 27-44 й отримав бронзову медаль.
На чемпіонаті світу 2007, що проходив в США, Воррен після трьох перемог в попередніх раундах у чвертьфіналі знов здолав Георгія Балакшина (Росія) — 23-13, у півфіналі був сильнішим за Саміра Мамедова (Азербайджан) — 26-13 та у фіналі переміг Сомжит Джонгжохор (Таїланд) — 13-9.
На Олімпіаді 2008 Роші Воррен в першому бою програв вдруге Лі Ок Сон (Південна Корея) — 8-9.
Воррен не брав участі в першості світу 2009, а на чемпіонаті світу 2011, на якому крім медалей змагалися за олімпійські ліцензії, зайняв бронзову сходинку, знов здолавши Георгія Чигаєва (Україна) — 22-15, Рея Салудара (Філіппіни) — 22-12, Халід Яфай (Англія) — 14-9, а в півфіналі програв Міші Алоян (Росія) — 13-17.
На Олімпіаді 2012 в першому бою програв Нордіну Убаалі (Франція) — 18-19.

## Професійна кар'єра
Після невдалого виступу на третій Олімпіаді 9 листопада 2012 року дебютував на професійному рингу.
2 серпня 2015 року в бою за титул чемпіона світу за версією WBA Super і за вакантний титул чемпіона світу за версією IBO в легшій вазі Роше Воррен зустрівся з непереможним чемпіоном Хуаном Карлосом Паяно (Домініканська Республіка). Поєдинок закінчився перемогою домініканця розділеним рішенням.
18 червня 2016 року відбувся бій-реванш, і цього разу Воррен переміг Паяно рішенням більшості і став новим чемпіоном світу.
10 лютого 2017 року в першому захисті Роші Воррен поступився розділеним рішенням казаху Жанату Жакіянову, втративши титули.
19 січня 2019 року відбувся бій за вакантний титул чемпіона світу за версією WBC в легшій вазі між Роші Ворреном і Нордіном Убаалі (Франція). Воррен не зміг реваншуватись за поразку на Олімпіаді 2012, програвши одностайним рішенням.